# Lijst van wielrenners - G
Dit is een lijst van wielrenners met als beginletter van hun achternaam een G.

## Ga
- Francisco Gabica
- Ivajlo Gabrovski
- Thomas Gachignard
- John Gadret
- Rotem Gafinovitz
- Marie-Rose Gaillard
- Jean Gainche
- Artur Gajek
- Francisco Galdos
- Aitor Galdós
- Alessio Galletti
- Carlo Galetti
- Jesús Galdeano
- Denis Galimzjanov
- Marek Galiński
- Felix Gall
- Jérémy Galland
- Diego Gallego
- Pierre Gallien
- Tony Gallopin
- Dionisio Galparsoro
- Isaac Gálvez
- David Galvin
- Geneviève Gambillon
- Vitor-Manuel Gamito
- Luigi Ganna
- Juan Manuel Gárate
- Monia Garavaglia
- Roland Garber
- David García
- Jorge García
- Rodrigo García
- Mavi García
- José Vicente García Acosta
- Óscar García-Casarrubios
- Felix García Casas
- Adolfo García Quesada
- Carlos García Quesada
- Gorik Gardeyn
- François Gardier
- Maurice Garin
- Aitor Garmendia
- Grace Garner
- Lucy Garner
- José Antonio Garrido
- Martín Garrido
- Gustave Garrigou
- Stefano Garzelli
- Ingvild Gåskjenn
- Enrico Gasparotto
- Graziano Gasparre
- Eleonora Gasparrini
- Belle de Gast
- Ben Gastauer
- Iñaki Gastón
- Nick Gates
- Oscar Gatto
- Damien Gaudin
- David Gaudu
- Charly Gaul
- Stephanie Gaumnitz
- Philippe Gaumont
- Bernard Gauthier
- Cyril Gautier
- Francesco Gavazzi
- Mattia Gavazzi
- Pierino Gavazzi
- Fernando Gaviria
- Federico Gay
- Martial Gayant
- Mikel Gaztañaga
- Gregor Gazvoda

## Ge
- Marcin Gębka
- Ab Geldermans
- Maurice Geldhof
- Luca Gelfi
- Marjolein van 't Geloof
- Raphaël Geminiani
- Yohann Gène
- Kévin Geniets
- Massimiliano Gentili
- David George
- Léon Georget
- Émile Georget
- Pfeiffer Georgi
- Arnaud Gérard
- Giovanni Gerbi
- Linus Gerdemann
- Mauro Gerosa
- Simon Gerrans
- Mees Gerritsen
- Gerrie van Gerwen
- Simon Geschke
- Robert Gesink (de Condor van Varsseveld)
- Anthony Geslin
- André Gevers
- Ludwig Geyer

## Gh
- Justine Ghekiere
- Massimo Ghirotto
- Sergio Ghisalberti
- Pieter Ghyllebert
- Jan Ghyselinck

## Gi
- Luigi Giacobbe
- Mauro Gianetti
- Noé Gianetti
- Ludo Giesberts
- Romain Gijssels
- Koldo Gil
- Martin Gilbert
- Philippe Gilbert
- Bas Giling
- Lucien Gillen
- Lara Gillespie
- Stuart Gillespie
- Amy Gillett
- Graeme Gilmore
- Rochelle Gilmore
- Maxim van Gils
- Kurt Gimmi
- Felice Gimondi
- Francesco Ginanni
- Leonardo Giordani
- Marco Giovannetti
- Costante Girardengo
- Biniam Girmay
- Daniel Gisiger
- Giulia Giuliani
- Massimo Giunti
- Flavio Giupponi

## Gl
- Björn Glasner
- Gilbert Glaus
- Gal Glivar
- Gerrit Glomser

## Go
- Michele Gobbi
- Hubert Godart
- Kristof Goddaert
- Walter Godefroot
- Marcel Godivier
- Suzanne de Goede
- Rolf Gölz
- Daniël Goens
- Maksim Goerov
- Vladimir Goesev
- Floris Goesinnen
- Jan Goessens
- Félix Goethals
- Natalie van Gogh
- Michael Gogl
- Michał Gołaś
- Jure Golčer
- Johnny Goldberg
- Jean Goldschmit
- Joaquim Gomes
- Ángel Gómez
- José Ángel Gómez Marchante
- Marc Gomez
- Piet Gommans
- Hyo-Suk Gong
- Alicia González
- Chepe González
- Gorka González
- Héctor González
- Jonathan Gonzalez
- Santos González
- Álvaro González de Galdeano
- Igor González de Galdeano
- Aitor González Jiménez (TerminAitor)
- Eduardo Gonzalo
- Alicia González Blanco
- Lucía González Blanco
- José Antonio González Linares
- Freddy González
- Marthe Goossens
- Julián Gorospe
- Matthew Goss
- Alexander Gottfried
- Ivan Gotti
- Stéphane Goubert

## Gr
- Zachary Grabowksi
- Bert Grabsch
- Ralf Grabsch
- Jean Graczyk
- Rolf Graf
- Eddy Gragus
- César Grajales
- India Grangier
- Christian Grasmann
- Massimo Graziato
- Rodney Green
- Roland Green
- Jonas Gregaard Wilsly
- Romain Grégoire
- André Greipel
- Angelo Gremo
- Andrea Grendene
- Patrick Gretsch
- Alexi Grewal
- Jean de Gribaldy
- Paul Griffin
- Paride Grillo
- Natalie Grinczer
- Oleg Grisjkin
- Arnoud van Groen
- Tiemen Groen
- Richard Groenendaal
- Dylan Groenewegen
- Robert Grondelaers
- Cor de Groot
- Bram de Groot
- Daan de Groot
- Wouter de Groot
- Charly Grosskost
- Felix Großschartner
- Joseph Groussard
- Sylvain Grysolle

## Gu
- Mirko Gualdi
- Barbara Guarischi
- Jacopo Guarnieri
- Vittoria Guazzini
- Tatiana Guderzo
- Tord Gudmestad
- Kristoffer Gudmund Nielsen
- Tim Gudsell
- René Guénot
- Giuseppe Guerini
- Paolo Guerciotti
- Héctor Guerra
- Learco Guerra
- Rúben Guerreiro
- Frédéric Guesdon
- Simon Gugliemi
- Fabrizio Guidi
- Christophe Guillaume
- Cyrille Guimard
- Loes Gunnewijk
- José Enrique Gutiérrez
- José Iván Gutiérrez
- Sandra Gutiérrez Conde
- Sheyla Gutiérrez
- David Gutiérrez Cataluña
- Ignacio Gutiérrez Cataluña
- David Gutiérrez Gutiérrez
- David Gutiérrez Palacios
- Bernard Guyot

## Gw
- Grzegorz Gwiazdowski

## Gy
- Roger Gyselinck

A · B · C · D · E · F · G · H · I · J · K · L · M · N · O · P · Q · R · S · T · U · V · W · X · Y · Z